# Root (groupe)
Pour les articles homonymes, voir Root.
Root est un groupe de black metal et de death metal tchèque formé en 1987. 
Leur chanteur Big Boss est aussi le fondateur de la branche tchèque de l'Église de Satan.

## Discographie
- 1990 : Zjevení
- 1991 : Hell Symphony
- 1992 : The Temple in the Underworld
- 1996 : Kärgeräs
- 1999 : The Book
- 2001 : Black Seal
- 2003 : Madness of the Graves
- 2007 : Daemon Viam Invenient
- 2011 : Heritage of Satan
- 2016 : Kärgeräs - Return from Oblivion